# Conscrit
 (août 2010).
Si vous disposez d'ouvrages ou d'articles de référence ou si vous connaissez des sites web de qualité traitant du thème abordé ici, merci de compléter l'article en donnant les références utiles à sa vérifiabilité et en les liant à la section « Notes et références ».
Pour les articles homonymes, voir Conscrit (homonymie).

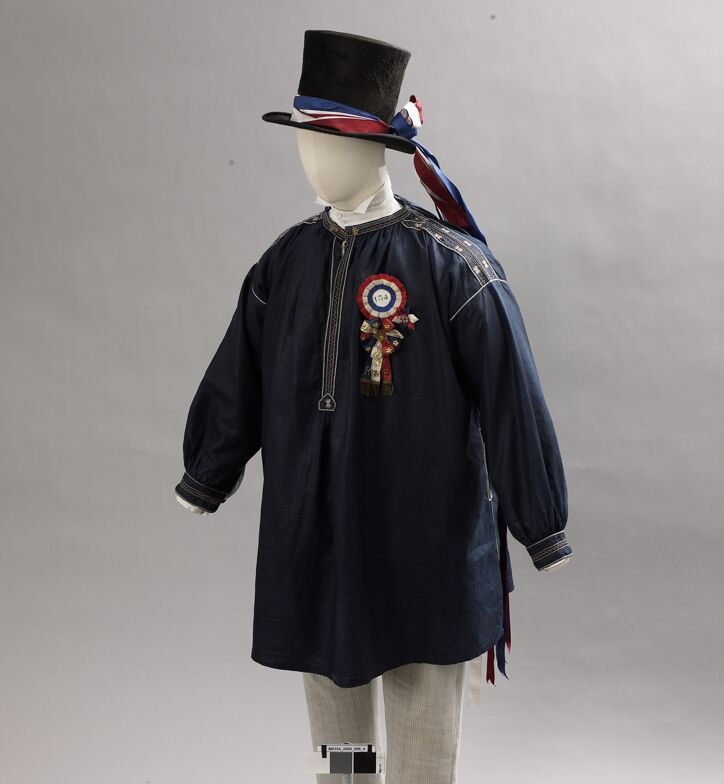
Tenue festive de conscrit avec notamment cocarde et ruban tricolore telle que portée en Haute-Saône, XIXe siècle, ensemble reconstitué, Collections Musées départementaux de la Haute-Saône

Un conscrit (ou appelé) est un jeune homme (ou une jeune femme dans certains pays) appelé sous les drapeaux pour effectuer son service national.

## Conscrit et classe
Le mot conscrit signifie, dans le langage courant, l'ensemble des personnes nées la même année. Exemple : « mon mari et moi sommes conscrits ». Le terme est également utilisé par extension, pour toutes les personnes dont l'âge se termine par le même chiffre. Exemple : « je suis conscrit avec mon père ». De même, les personnes nées la même année étaient appelées sous les drapeaux en même temps et faisaient donc leurs classes en même temps. Ainsi une classe représente l'ensemble des personnes nées la même année. L'année des 20 ans est le moyen d'identification d'un ensemble de conscrits : ainsi la classe 2006 (parfois appelée la 06) désigne l'ensemble des conscrits fêtant leurs 20 ans en 2006 (donc nés en 1986).
Les interclasses désignent le regroupement de toutes les classes se terminant par le même chiffre. Par exemple l'interclasse en 6 concerne les classes 2006, 1996, 1986...
Il y a aussi les interclasses des années qui se suivent par exemple 2005, 2006 ou 2006, 2007...

## Les fêtes de conscrits

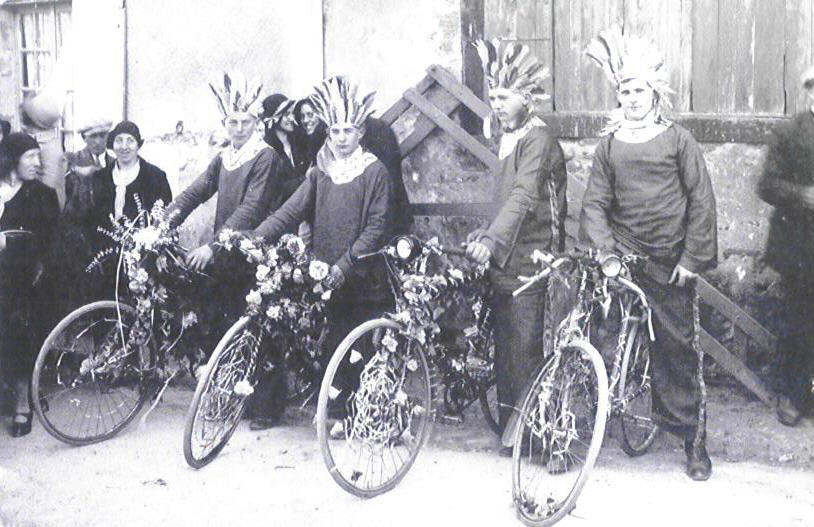
Fête des conscrits dans la Sarthe au début des années 1930

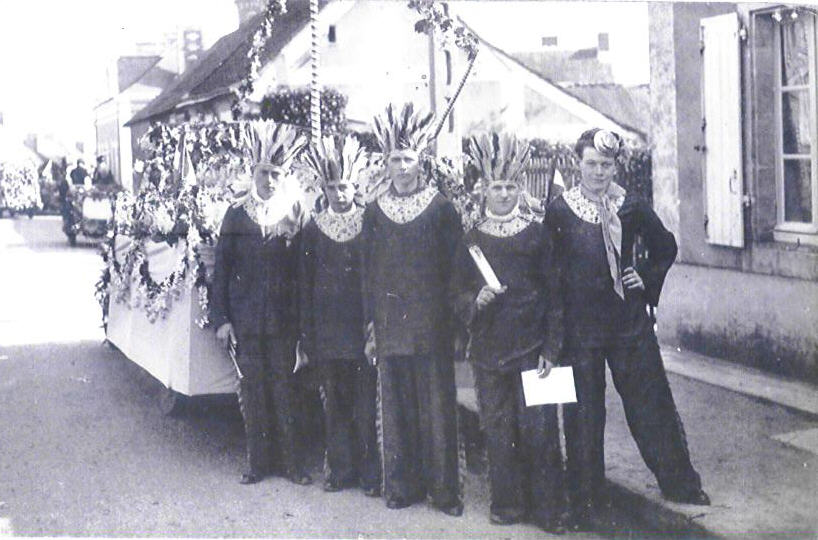
idem

La création de la conscription est apparue un peu partout en France, une tradition durant laquelle les jeunes adultes de chaque commune se réunissaient et faisaient la fête, avant de partir à l'armée. Cette tradition marquait en quelque sorte l'entrée dans le monde des adultes. À l'origine cette tradition était réservée aux hommes, et la professionnalisation des armées mit fin à beaucoup de fêtes de conscrits. Dans les endroits où cette tradition perdure, les femmes sont généralement admises.
Les fêtes de conscrits sont fortement liées aux fêtes des classes et sont même parfois assimilées à ces dernières, mais les fêtes des conscrits désignent plutôt les fêtes organisées avant de partir à l'armée (aujourd'hui celles-ci sont organisées par les jeunes de 18 ou 20 ans) alors que les fêtes de classe désignent les fêtes regroupant toutes les personnes nées la même année.
Les fêtes de conscrits varient d'une région à une autre, et même à quelques kilomètres de distance les différences peuvent être flagrantes. Cependant, dans beaucoup de villages des bals sont organisés par les conscrits et ceux-ci portent généralement un canotier, une cocarde tricolore, annoncent leur venue en « jouant » du clairon et chaque classe possède son drapeau (de plus en plus rare). 
La fin du service national aurait logiquement dû marquer la fin de cette tradition, mais beaucoup y restent encore attachés. Certains considèrent cette tradition comme une beuverie, alors que d’autres, particulièrement en milieu rural, estiment qu'il s'agit d'une tradition très ancrée, qui à l'instar du service militaire, représente une période riche en anecdotes laissant à ses acteurs le souvenir d'une expérience mémorable.
Cet événement joue parfois le rôle de catalyseur et permet un rapprochement ponctuel de personnes de milieux culturels ou sociaux différents.

Durant les conscrits, se déroule traditionnellement un bal des jeunes, le vendredi soir et/ou samedi et/ou dimanche, le plus populaire depuis quelques années se situe dans le village de Saint-Etienne des Oullières, réputé pour son ambiance.

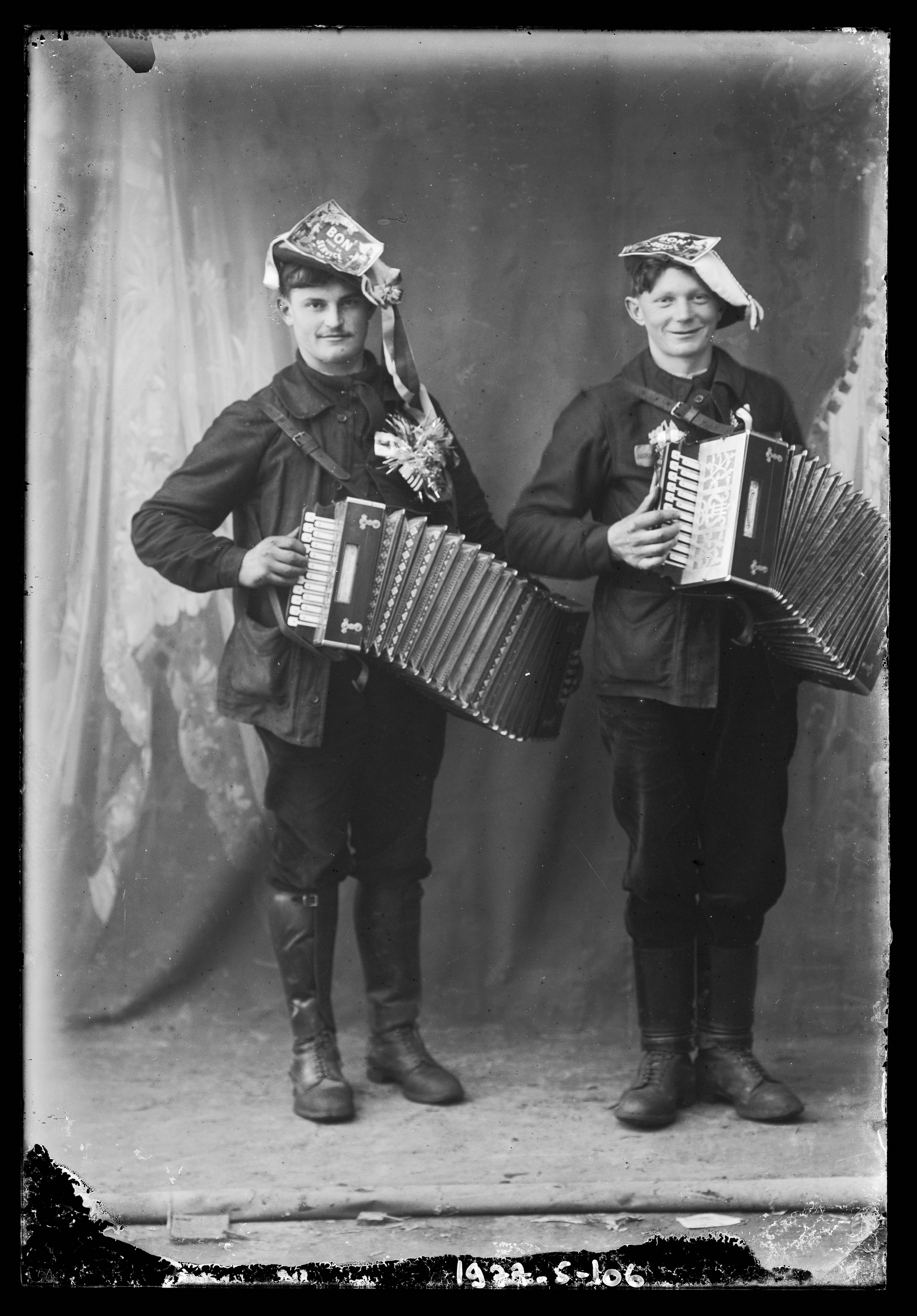
Portraits de conscrits accordéonistes, 1927, Val-d'Izé
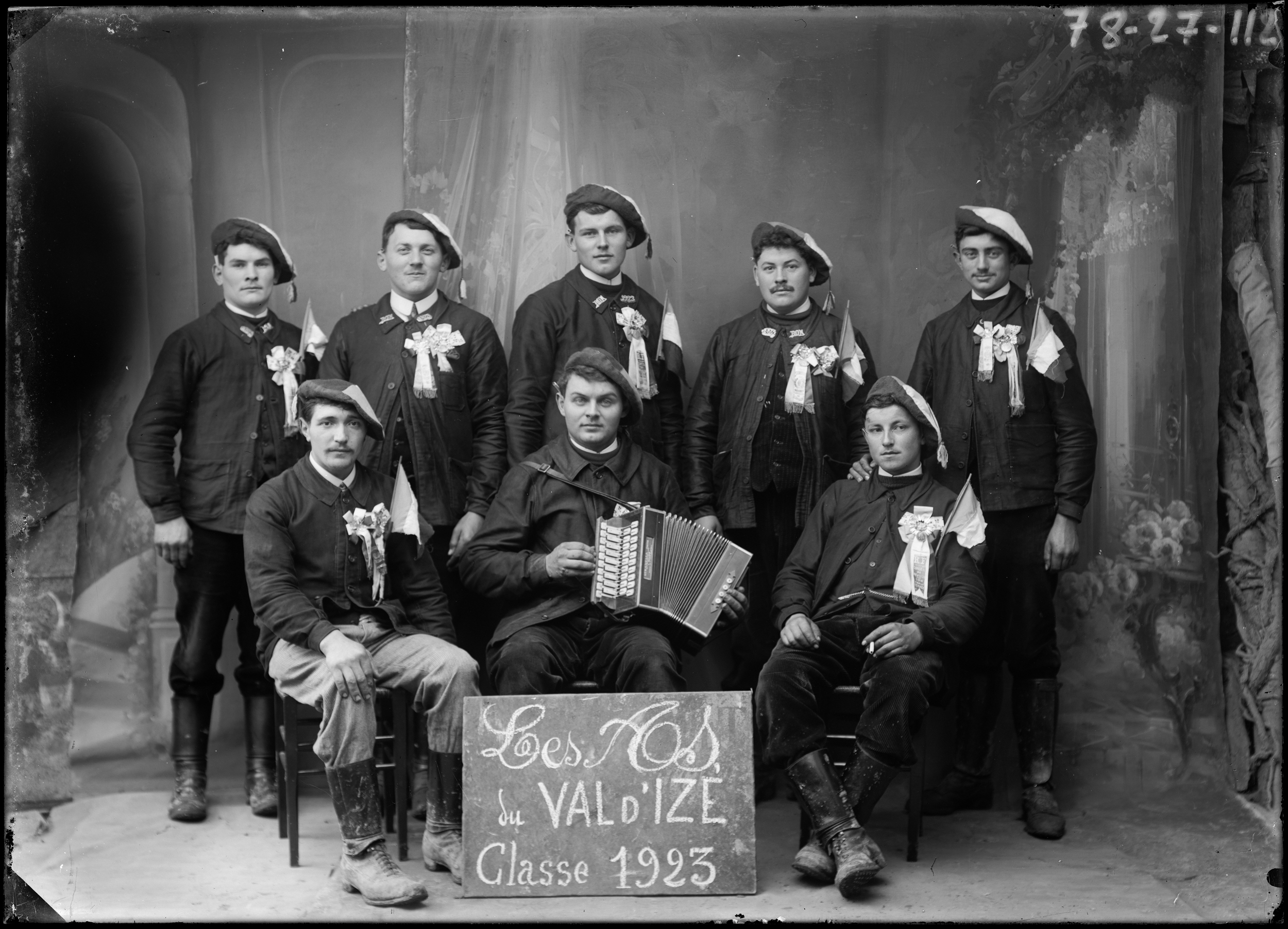
Groupe de conscrits, 1923, Val-d'Izé
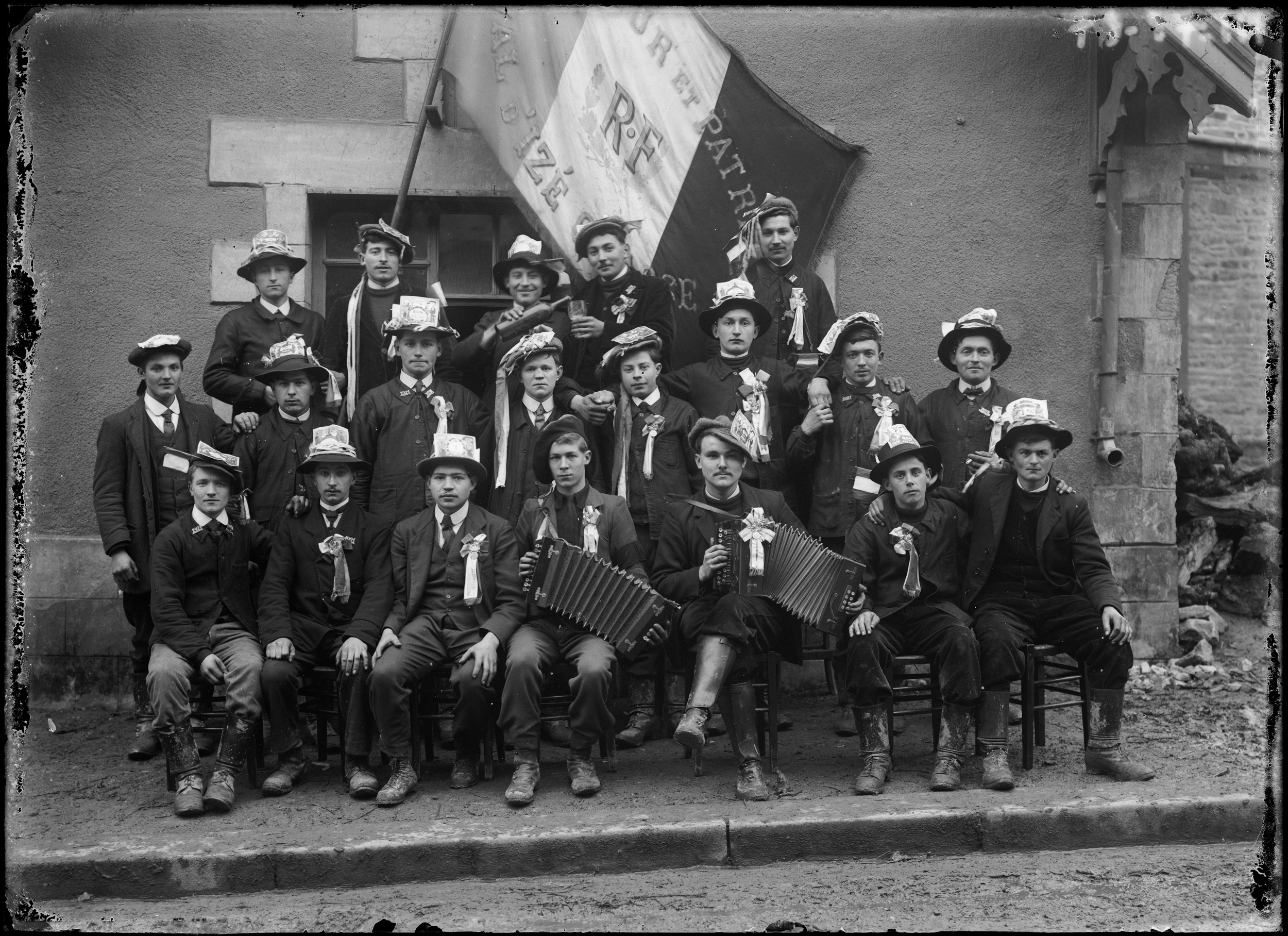
Groupe de conscrits, 1er tiers du 20e siècle, Val-d'Izé

### Quelques fêtes de conscrits

#### France
- En Alsace et surtout dans le Bas-Rhin la fête des conscrits est très répandue. Cela commence à 17 ans où l'on est pré-conscrit ensuite à 18 ans où l'on devient conscrit et à 19 et 20 ans « après »-conscrit. Les après-conscrits bizuteront alors les nouveaux pré-conscrits avec ce qu'ils veulent.

À Drusenheim Les conscrits fêtent durant toute la période du "messti" qui dure 8 jours, les conscrits commencent à 16 ans suivis des pré-conscrit(17), des conscrits(18) et des après-conscrits. C'est une tradition indémodable dans ce village. Les entendre arriver avec leurs sifflets est signe de fête. Il n'échappe par contre pas à la traditionnelle messe du dimanche matin suivie d'un repas chez le maire.
À Dorlisheim la tradition se perpétue d'année en année, et c'est une véritable fierté pour les jeunes d'être conscrits. Deux jours durant, le dernier lundi et mardi de juillet, la fête bat son plein. Durant deux jours les conscrits et pré-conscrits parcourent les rues du village Bas-Rhinois, accompagnés d'une quinzaine de musiciens folkloriques, à la rencontre des aînés, des viticulteurs, des commerçants et artisans et des conseillers municipaux. Lors des deux soirs se tient un bal ouvert à tous où l'ambiance est à son maximum. Pour la fête des conscrits de Dorlisheim, aucune publicité ou communication n'est nécessaire. Tout le monde se retrouve pour deux jours et deux nuits de folie.

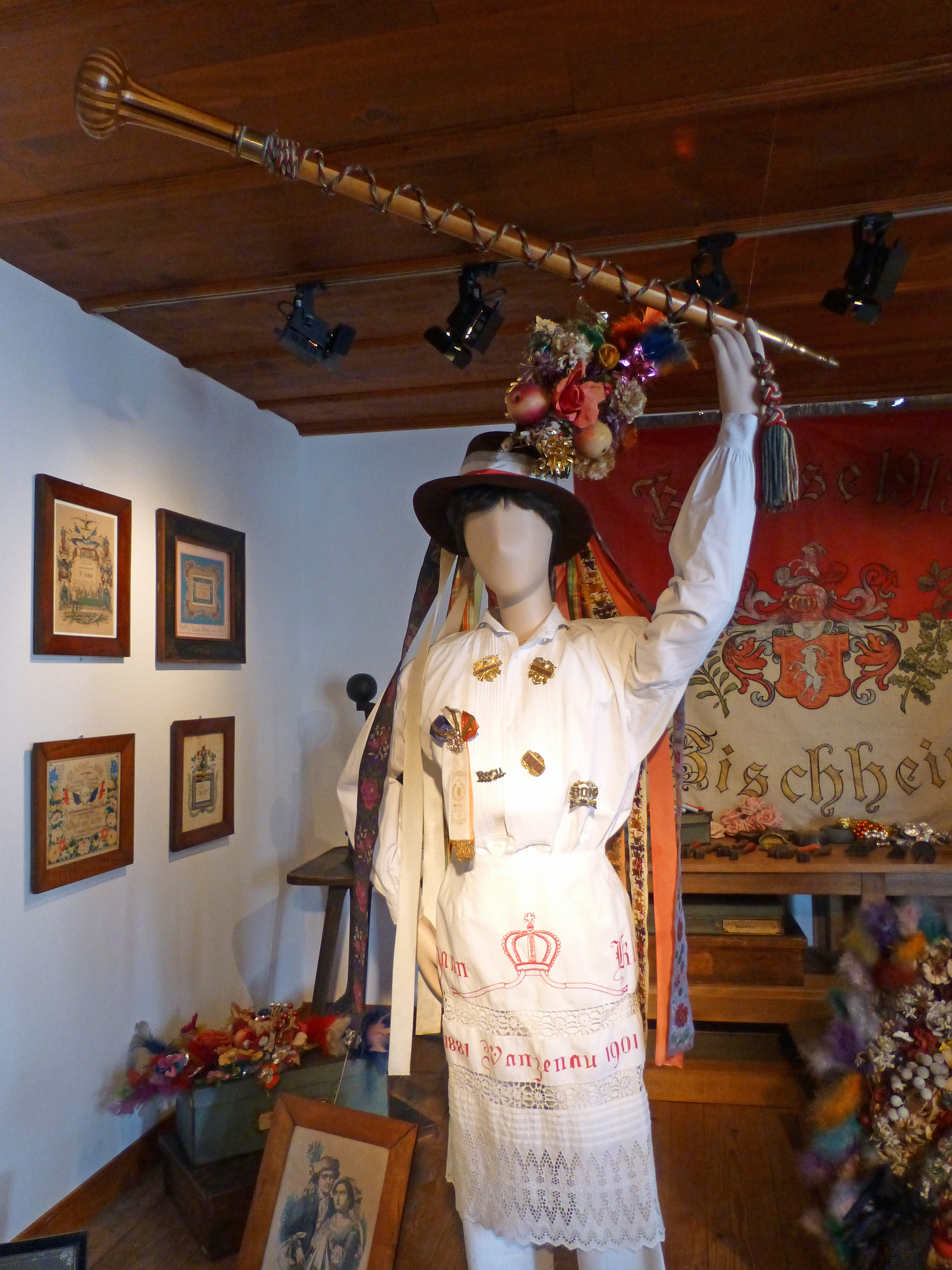
Costume de conscrit en Alsace.

À Oberhaslach et Niederhaslach les conscrits sont toujours présents malgré les années pour conserver la tradition de ce village, tout comme le souligne leur slogan « emmer do, emmer g'rescht » (toujours là, toujours prêts en alsacien). Durant l'année des conscrits, les jeunes récoltent de l'argent en vendant des sapins au marché de Noël du village le premier samedi du mois de décembre, et vendent le traditionnel pain d'épice (labkuche) et le nougat durant la plus grosse fête du village (attendu par tous et toutes) du Messti qui se déroule le dernier week-end de juillet. Le samedi du Messti l'élection de la « Miss Messti » couronne le règne d'une jeune conscrite durant l'année. Elle défile sur le char des conscrits parmi les autres chars des associations du village le dimanche du Messti. À la fin de l'année tous les conscrits s'offrent des vacances avec l'argent récolté durant l'année afin de finir leur association en beauté.
À Schirrhein les conscrits sont habillés pareil tout en blanc avec un sifflet et un foulard. Les jeunes hommes portent des chapeaux noirs décorés de plumes et d'un ruban bleu blanc rouge, et des fruits. Jadis, le nombre de rubans qu'un jeune homme portait à son chapeau était représentatif du nombre de filles avec qui il était déjà sorti. Ils ont aussi un tablier où se trouve leur année de naissance pour bien informer à quelle classe ils appartiennent. En revanche les pré-conscrits ne portent pas de chapeau et la couleur de leurs vêtements change en fonction des années (bleus, rouges et verts en général). Le dimanche et lundi de Pentecôte les conscrits et pré-conscrits font une quête dans tout le village où ils vont chanter et danser et seront accompagnés d'un orchestre. Ils feront la tournée des bars et se saouleront... Sans oublier qu'au premier jour de la fête, les conscrits et pré-conscrits vont aller couper un grand épicéa en forêt, le « maillé », qu'ils écorceront et ébrancheront totalement (sauf les dernières branches de la cime). Ensuite, ils le décorent avec des rubans, des roses, et même des saucissons. Une fois décoré, le « maillé » est placé debout dans la cour d'un des restaurants du village où il restera jusqu'à ce qu'il soit remplacé l'année suivante par celui de la nouvelle génération de conscrits.
À Rœschwoog les conscrits sont habillés pareil : une chemise de couleur pour tous et un pantalon blanc. Un sifflet accroché au cou avec un ruban bleu-blanc-rouge, un « kepele » ( petit bonnet) également bleu-blanc-rouge, avec un foulard blanc. Le tablier est également un élément indispensable du parfait conscrit que seuls les hommes portent, sur ce dernier sont brodées l'année de la classe et la rentrée du service militaire (ex : 1993-2013). Les conscrits de Rœschwoog animent le village le premier week-end du mois de septembre. Il commence généralement le vendredi après-midi avec un tour du village puis rendez-vous avec les après-conscrits au restaurant pour ensuite rejoindre la soirée organisée par les pré-conscrits. Le samedi a lieu la quête et l'animation dans le village, avec de nombreux passages aux messti, la kermesse du village organisée le même week-end. Le dimanche a lieu la traditionnelle tombola où la personne la plus proche de la hauteur du fameux maillé monté par les conscrits (arbre sans écorce ni branche hormis le sommet) remporte le prix. L'ensemble des classes se retrouve le lundi soir au restaurant pour une soirée souvent mémorable. Enfin le week-end d'après les pré, après et conscrits se retrouvent une dernière fois le samedi et le dimanche pour le week-end du noch-messti qui termine la fête annuelle des conscrits à Rœschwoog.
Dans le Haut-Rhin plusieurs petits villages perpétuent la tradition des conscrits. Ces derniers profitent des fêtes du vin, organisées chaque été, pour défiler dans le village au plus grand plaisir des touristes. Enfin, il existe aussi une « semaine conscrit », en particulier à Eguisheim, où les jeunes de 18 ans occupent leur journée en dégustant des vins fins chez les viticulteurs locaux, et leur soirée en faisant de nombreuses farces aux habitants avec la bénédiction plus ou moins officielle de la municipalité.
À Seltz les conscrits sont associés avec Schaffhouse-pres-Seltz et sont habillés plus ou moins pareil : un tee-shirt personnalisé (avec l'année de naissance, le surnom et le blason des deux villages), un tablier brodé avec l'année de naissance et celle du service militaire (souvent fait par les mamies) et pour finir un chapeau noir avec un ruban aux couleurs de la France et des plumes sans oublier le sifflet. La fête des conscrits de Seltz a lieu le dernier week-end du mois d'août au moment de la kirwe (la kermesse) où durant ce week-end ils restent ensemble : souvent ils mangent ensemble dans les restaurants du village (qui font un geste pour le repas), dorment ensemble et se préparent pour les prochains jours. Ce week-end reste souvent mémorable puisque cela rapproche la classe. Durant la préparation de la classe ils font ensemble plusieurs récoltes d'argent notamment en faisant des tombolas ou ensachages dans le supermarché du village mais durant le week-end ils arrêtent aussi souvent les voitures qui passent. Les conscrits de Seltz ont un char souvent le même d'année en année mais plus ou moins personnalisé suivant la classe ainsi ils défilent dans les rues durant le week-end de la kirwe. 
- C'est probablement à Villefranche-sur-Saône que la tradition des conscrits a pris le plus d'ampleur. En effet, la fête commence le vendredi avant le dernier dimanche de janvier, soir où les conscrits défilent dans la rue Nationale déguisés, avec leurs chars, selon un thème général défini par l'Interclasse : c'est ce qu'on appelle la retraite aux flambeaux. Celle-ci se termine devant l'hôtel de ville, où les 20 ans se voient remettre les clés de la ville par le premier magistrat. Le dimanche, à 11 h, ils s'élancent du haut de la rue Nationale en smoking, avec leurs gibus, leurs rubans et un bouquet de mimosa à la main, bras dessus bras dessous par groupe de 5-6, pour la traditionnelle Vague. Puis le mardi soir, les 20 ans rendent les clés de la ville.

Un musée des conscrits a d'ailleurs été créé.
Dans le reste du Beaujolais, les conscrits (hommes et femmes, à l'exception de Villefranche), défilent d'abord le soir (cela peut être le samedi 8 jours avant, le vendredi ou le samedi avant la fête des conscrits) avec un char et des déguisements, sur un thème ; c'est généralement ce qu'on appelle la « retraite aux flambeaux », cette même soirée il arrive qu'il y ait l'enterrement de la classe (c'est-à-dire la classe en 3 met à la porte la classe en 2, etc.) Des confettis sont lancés. La nuit, il y a un bal où ils sont tous rassemblés. Le dimanche matin, après la messe et la traditionnelle photo ils défilent à nouveau en faisant la vague, accompagnés par les fanfares locales, mais avec un costume et un chapeau (gibus) portant un ruban de couleur représentant leur âge. À la fin du défilé est servi le vin d'honneur, puis les conscrits se retrouvent autour d'un repas, communément appelé « banquet ». Mais ce n'est pas fini, le soir un bal est à nouveau organisé où l'on reçoit généralement ses invités, puis la soupe à l'oignon au petit matin.... et le lendemain il y a « retinton » tous les classards et leurs conjoints vont à nouveau faire un repas commun....
La pratique est reconnue et inscrite à l'inventaire du patrimoine culturel immatériel en France en 2021. 
- Dans le Mâconnais, tous les habitants d'un même village et de la même classe (classe dite « en 7 » pour 2007, « en 8 » pour 2008, et ainsi de suite) sont visités par les conscrits qui ont vingt ans dans l'année (parfois accompagnés de jeunes gens de dix-neuf ans, appelés dans ce cas sous-conscrits). À cette occasion, ceux-ci remettent la traditionnelle « cocarde des conscrits » et l'on collecte quelque argent qui permet d'organiser (de janvier à mai, en fonction des us et coutumes de la commune) une manifestation à laquelle ils sont conviés : la « fête des conscrits », qui inclut généralement une cérémonie officielle organisée au monument aux morts, un repas et un bal. C'est au cours de cette journée que sont prises les traditionnelles photographies de groupes de ceux qui ont eu ou auront 10, 20, 30, 40, 50, 60, 70, 80, 90 et parfois même 100 ans dans l'année en cours[2].

- Dans les petits villages du Haut-Doubs notamment, c'est lors du Nouvel An que les conscrits enthousiasmés se réunissent pour réveillonner ensemble, avant de se rendre dans le village pour aller de maison en maison, afin de présenter leurs vœux aux habitants, à commencer par le maire. Leurs hôtes accueillants offrent à cette occasion un verre aux conscrits. La tournée des conscrits peut durer pour les plus courageux de une à deux semaines (voire jusqu'à 4 week-ends dans le Saugeais). Les conscrits profitent de l'hospitalité des paysans bienveillants qui mettent leur grange à disposition pour pouvoir y dormir. En règle générale, les conscrits apprécient ramasser tout objet que les habitants du village auraient pu laisser à l'extérieur et vont les déposer sur la place de la Mairie, toujours dans un esprit bon enfant. Une bétaillère aménagée tractée peut parfois être mise à disposition, afin d'effectuer une tournée de maison de plus grande envergure jusqu'aux villages voisins. Les conscrits de la République du Saugeais préparent le bal du Nouvel An où tous chantelots, conscrits de la République et autres volontaires, sont invités.

- Dans d'autres communes moins rurales (Morteau par exemple), cette fête peut avoir lieu à l'occasion du Carnaval, où les conscrits préparent un « bonhomme de Carnaval », qui fera partie du défilé, et qui ensuite sera brûlé. Si à l'origine ce bonhomme de Carnaval était à l'effigie de personnages considérés comme odieux (comme Hitler ou Staline), les modèles d'aujourd'hui sont en général issus du domaine des cartoons. Plus tard dans l'année, un banquet des classes est organisé. À Villers-le-lac, avant de se préparer pour la grande fête, les conscrits (généralement ceux qui ont 20 ans) se donnent rendez-vous plusieurs fois pour organiser le week-end des Grosses Têtes, où le but est de récolter de l'argent, puis vendent des objets pour organiser le grand banquet.

- À certains endroits, la fête des conscrits peut être répartie sur 2, voire 3 ou même 4 ans : les « sous-chantelots » (18 ans), chantelots (19 ans), conscrits (20 ans), et enfin « sur-conscrits » (21 ans)...

- Dans la région du Charolais et du Brionnais et les alentours (Allier et Saône-et-Loire), les conscrits se fêtent soit à 18 ans, les jeunes de 17 ans sont alors appelés les bleus, soit à 20 ans, les jeunes sont alors appelés les pousse-conscrits. Dans chaque village, les conscrits ont pour principale tâche d'organiser le bal des conscrits et le banquet des classes, où sont invités les membres de la classe (en 2008 toutes les personnes nées dans une années en 8) ainsi que le prêtre de la paroisse et le Maire de la commune, le banquet étant précédé de la messe des classes et de la remise d'une gerbe au monument aux morts. Mais pour organiser ce bal il est nécessaire d'avoir de l'argent que les conscrits peuvent récolter soit en vendant des objets à l'effigie de la classe de maison en maison comme cela se pratique à Chassenard ou de bien d'autres manières en fonction du village. Il existe une coutume se déroulant la nuit précédant le 1er mai : les conscrits vont courir le mai. Les conscrits passent de maison en maison pour apporter un brin de muguet (souvent cueilli par leur soin), et ce durant toute la nuit. Pour réveiller le résident, il est souvent fait usage de trompettes, de sifflet, ou encore de pétards. Pour remercier les conscrits d'avoir offert ce muguet, porte-bonheur, les habitants offrent souvent un verre aux conscrits mais aussi parfois des œufs qui serviront à confectionner une omelette le lendemain midi. Les demi-classes aussi organisent parfois des banquets.

- Dans le petit village de Rœschwoog pas besoin de publicité non plus, 1000 personnes était présentes pour une seule soirée.

- Dans la région du Haut-Vivarais (Ardèche du Nord), en Drôme du nord, dans la Haute-Loire, dans la Loire (les monts du Forez particulièrement), la première année à 17 ans les jeunes deviennent magnons, c'est-à-dire pré-conscrits. Ensuite pour leur 18 ans les magnons deviennent Conscrits. Lorsque les magnons et les conscrits font une animation ensemble on appelle cela un interclasse. L'évènement le plus important est la vogue, les conscrits organisent en 2 ou 3 jours d'affilée une fête où les villages des alentours sont invités, une sono, une buvette et des attractions foraines sont présents. Ensuite suivant les régions les traditions changent.

- Dans la Bresse, la tradition reste fortement ancrée dans les petits villages où les jeunes effectuent la tournée afin de rencontrer les habitants du village autour d'un verre, et puis de préparer le banquet des classes et les matefaims (crêpes) la tradition diffère en fonction de chaque village. Dans certains d'entre eux, les tournées s'effectuent chaque samedi durant la période hivernale, celles-ci étant clôturées par un banquet au cours duquel anciens habitants et habitants actuels étant âgé de 20, 25, 30, 35 ans, etc. sont invités à partager un repas, l'occasion pour chaque classard de revoir leurs conscrits. Le week-end est clôturé dans beaucoup de communes par les matefaims, où les conscrits invitent toutes les personnes qui le désirent, à l'intérieur ou en dehors du village, à déguster les crêpes, spécialement préparées par leurs soins (avec l'aide de leurs parents). À Lescheroux ou Dommartin ou encore Viriat notamment, les conscrits organisent leur banquet eux-mêmes grâce aux fonds récoltés durant la tournée. À Viriat, les croutonniers (18 ans) récoltent de l'argent au feu du village et les conscrits (19 ans) font la tournée dans tout le village pour récolter un peu d'argent pour financer leur banquet qu'ils font avec les croutonniers.
- Dans le Haut-Bugey, la plupart des petits villages ont conservé cette ancestrale tradition. Les conscrits préparent des animations pour les enfants du village, et, finissent le week-end, selon les villages par un bal de jeunes, ou populaire, mais également par une tournée, durant laquelle ils vendent des brioches aux habitants du village, et s'invitent à prendre l'apéritif chez ces derniers. Ces vogues sont l'occasion de réunir tous les jeunes du village, pour une grande semaine de fête.
- Dans la Drôme, certains villages fêtent les conscrits aux alentours des fêtes des villages, ils sont souvent organisateurs de bals mais aussi dans certains villages comme Parnans les conscrits se réunissent tous les 30 avril au soir pour passer la nuit du 30 avril au 1er mai, à pied de maison en maison pour vendre du muguet en échange d’œufs et de quelques verres de boisson le plus souvent alcoolisée pour fêter leur passage à l'âge adulte symboliquement le jour de la fête du travail.
- Dans la Loire, un petit village est animé chaque année dans la nuit du 30 avril au 1er mai par son groupe de courageux conscrits (de 16 à 25 ans). Marchant toute la nuit, le groupe entame un parcours pour joindre toutes les maisons du village de 1 000 habitants en chantant. En échange de quelques œufs, boisson et victuailles, le groupe se met alors à chanter et célébrer l'arrivée du mois de mai face aux habitants qui ont eu la bonté d'ouvrir leurs portes. Le week-end suivant, les œufs récoltés serviront à confectionner l'omelette offerte aux village sur la place de la mairie.
- Dans les départements de la Loire et de la Haute-Loire, plusieurs villes et villages continuent de perpétrer la tradition des conscrits, appelés "Classards". Chaque année, un groupe est constitué pour participer à différentes animations sur la commune (Fête de la Musique, Téléthon...). Des ventes symboliques (par exemple des brioches) peuvent se dérouler en porte-à-porte, parfois en défilant dans les rues avec des chars et tracteurs aux coups de klaxon, sifflets et trompettes. Les habitants donnent en échange "la pièce" et les invitent pour une collation ou une boisson. Le point d'orgue des animations des conscrits étant la fête patronale de la commune, où généralement s'installent des manèges pour "la vogue"[3],[4].
- En Isère, plusieurs villages possèdent des groupes de conscrits qui ont entre en 17 et 18 ans. Ils animent généralement les fêtes de village, pendant 1 an une fois par mois ainsi que des matinées le dimanche et notamment la vogue à la fin de leur année. Durant la vogue ils parcours même tout le village à pieds pour proposer des brioches, se faisant parfois inviter par des habitants pour partager quelques boissons bien souvent alcoolisées. La tradition est de récolter de l’argent avec les bals, les matinées et les brioches afin d’organiser un voyage pour les 20 ans.  à la fin de cette année de fête le flambeau est passé a la classe suivante avec l’enterrement de la vogue et la tradition du cercueil brûlé.

#### Italie
En Vallée d'Aoste, la tradition est bien vivante dans toutes les communes de la région sauf Aoste. Au cours de la semaine précédant le début de la dernière année d'école supérieure, lorsque les garçons reçoivent l'appel au service militaire, les conscrits décorent des voitures avec phrases ridicules, voire grossières, en patois valdôtain écrites avec du ruban adhésif coloré. Ils s'amusent ensemble, souvent avec les conscrit des communes limitrophes, à l'intérieur ou en dehors du village.

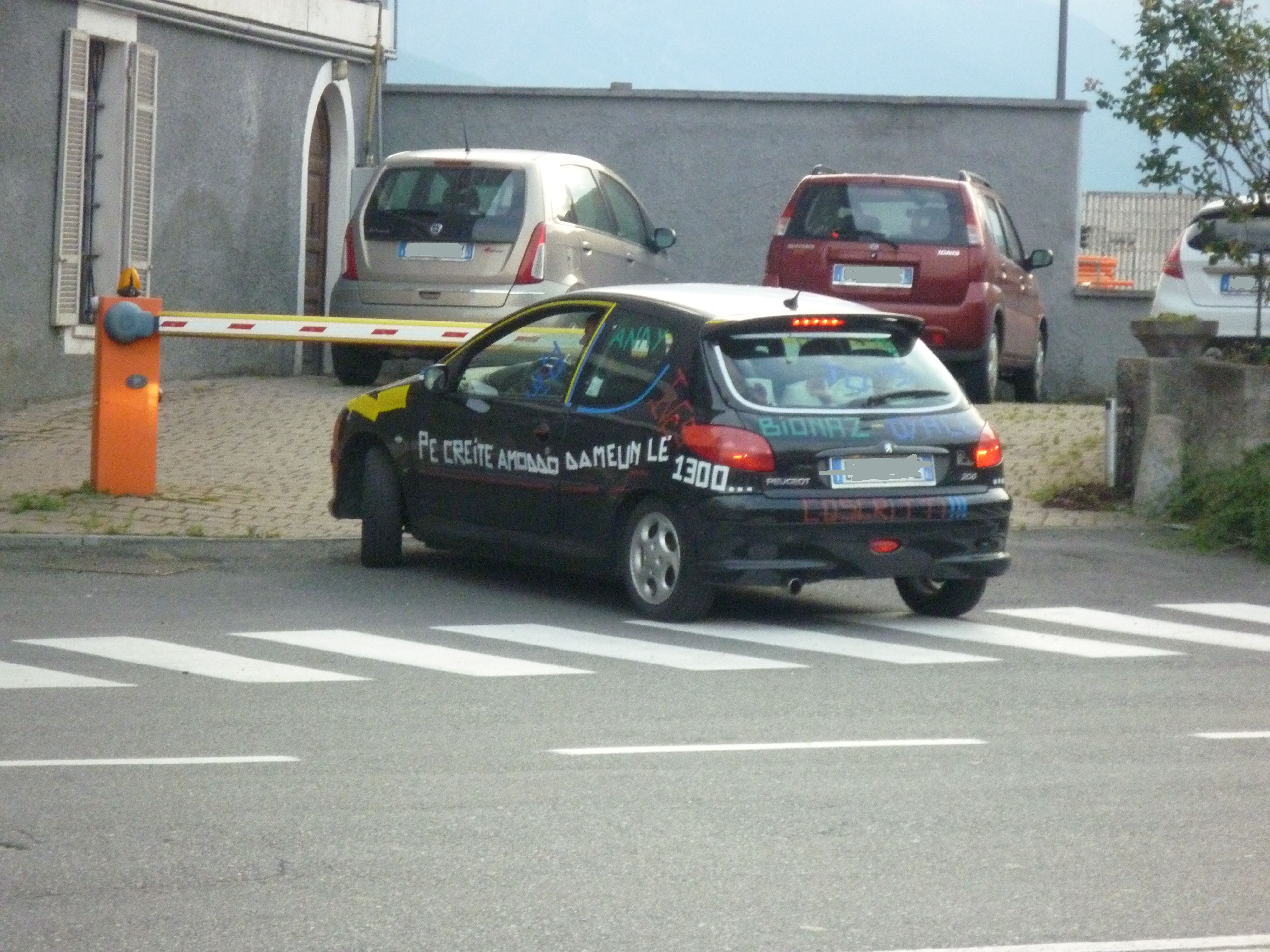
Voiture de conscrits de Bionaz et d'Oyace à Aoste (avenue des Partisans).
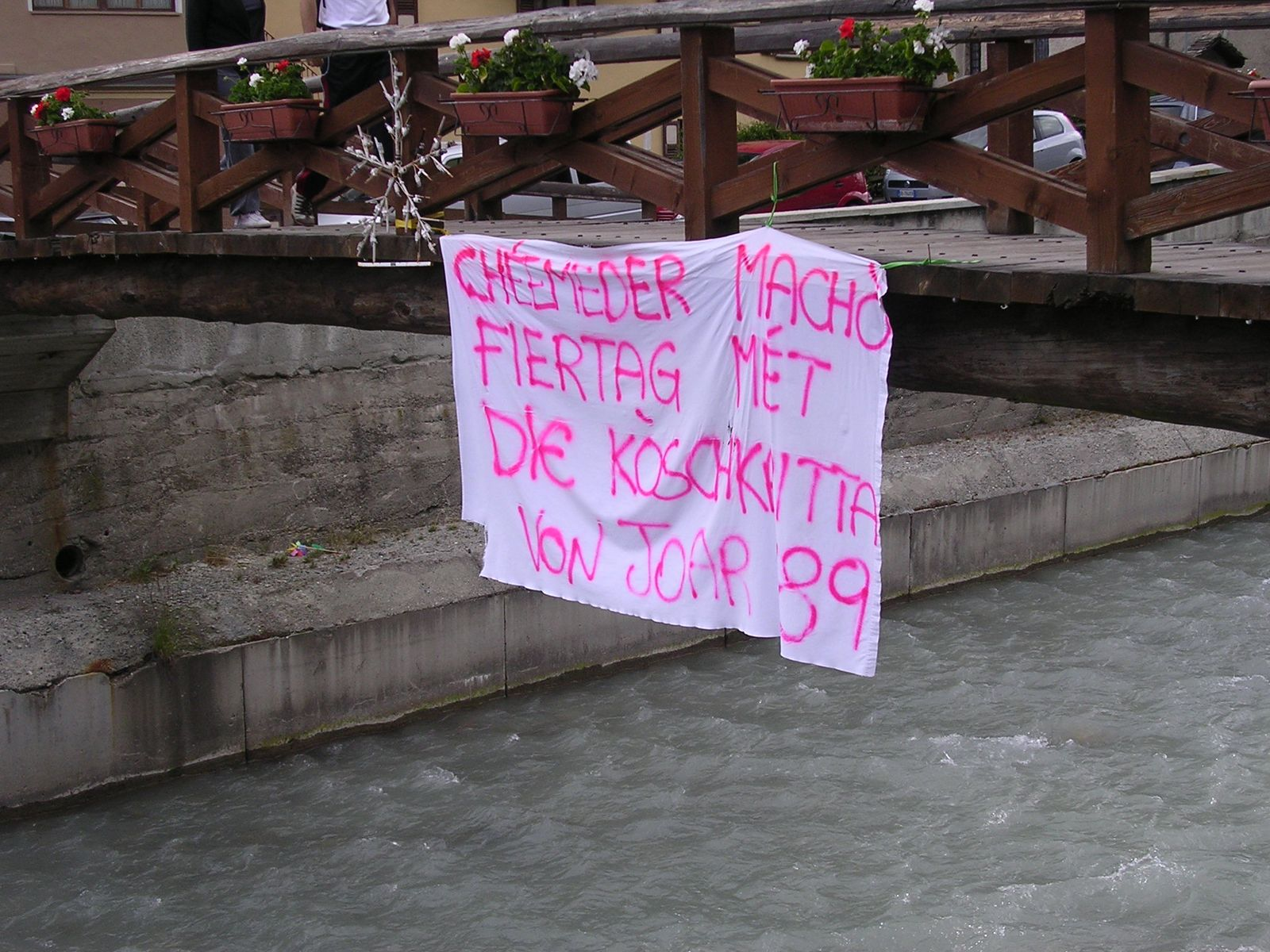
Étendard en Titsch pour la fête des conscrits de l'an 1989 à Gressoney-Saint-Jean.